# Сант Агата Маджоре (Равена)
Базиликата „Сант Агата Маджоре“ (на италиански: Basilica di Sant'Agata Maggiore) е паметник на раннохристиянската архитектура в гр.Равена, Италия. Разположена е в центъра на града, на Виа Мацини № 46, в близост до базиликата „Сан Франческо“ и гробницата на Данте.

## История
Базиликата е построена през V век, и в течение на годините е претърпяла множество реконструкции и промени.
През 1560 г. към нея е пристроена кръгла кула-камбанария. Сградата е ремонтирана частично след разрушителното земестресение през 1688 г. През 1892 г. в базилаката са извършени разкопки, като част от разкритата оригинална подова мозайка сега се съхранява в Двореца на Теодорих в Равена. Фасадата е преустроена при ремонти в началото на ХХ век.
Базиликата търпи сериозни повреди по време на бомбардировките на Равена по време Втората световна война, при които апсидата е почти напълно разрушена. След войната църквата е възстановена през 1963 – 1964 г. През 1979 – 1964 г. са ремонтирани дървения покрив и подовите плочи.
Независимо от многобройните преустройства и ремонти, базиликата до голяма степен е запазила оригиналния си вид от епохата на късната античност.

## Архитектура и интериор
Фасадата на базиликата е оформена с портик с красиви капители, увенчани с веранда с мраморна рамка. В архитектурен план сградата е трикорабна базилика. Трите нефа са разделени от колонади с по десет колони във всяка, изработени от различен материал и увенчани с капители в римски и коринтски стил.
Вътрешното пространство е оформено в настоящия си вид в резултат на преустройствата извършени през ХІХ и началото на ХХ век. В допълнение към няколкото коринтски капители от VІ век, интериорът включва и находки от разкопките, направени през периода 1913 – 18 г. и саркофази от VІ век. В базиликата се съхранява и древен ковчег с мощи на Свети Сергий и архиепископ Анджело.
На стълб вляво от входа, е издълбан монограм на епископ Петър II (494 – 519) (буквите Р и Е, сигнатура на Petrus Episcopus), въз основа на който се съди за времето на построяването на базиликата.
В църквата има четири олтара, посветени съответна на Света Агата, Света Рита, Свети Франческо и на Богородица. Картината над олтара на Света Агата, дело на художника Лука Лонги, изобразява Света Агата, Света Екатерина и Света Сесилия. В олтара на Сан Франческо има картина на Джовани Батиста Барбиани (1596 – 1650), изобразяваща Мадоната с младенеца и Свети Петър и Мария Магдалена, както и съвременна статуя на Свети Франческо (Свети Франциск). Олтара на Богородица е украсен с картина на Андреа Барбиани (1708 – 1779), изобразяваща Света Аполония и Света Лучия. В олтара на Света Рита е поместена модерна статуя на светицата, в олтара са запазени и фрагменти от ренесансови стенописи.
Апсидата, осветена от пет прозореца, в миналото е била покрита с красиви мозайки, изобразяващи Исус Христос с лилава дреха, седнал на трон и държащ свитък в лявата си ръка, заобиколен от двете си страни от архангели в бели одежди. Тези мозайки са унищожени при земетресение на 11 април 1688 г., с изключение на няколко фрагмента. Долната част на апсидата през ХІV век е украсена със стенописи които също са разрушени по време на бомбардировките.